# El Baptisme de Crist (Piero della Francesca)
El Baptisme de Crist (Battesimo di Cristo) és una obra de Piero della Francesca realitzada cap al 1450, plafó d'un tríptic encarregat per l'abadia camaldulesa de Borgo San Sepolcro, la part central del gran retaule, acabat probablement cap a 1465, per Matteo di Giovanni. De fet, les altres parts del retaule, obra de di Giovanni, es conserven actualment a la catedral. És una de les obres primerenques més famoses de l'autor i la primera que es conserva. Hi és palès el protagonisme de la figura humana en paritat amb la natura, segons la línia marcada per Masaccio.
Es conserva a la National Gallery de Londres.

## Descripció
Representa el moment en què Crist és batejat per sant Joan Baptista. El cos de Crist, en l'eix vertical del quadre se situa entre els tres àngels a la seva dreta i sant Joan Baptista a la seva esquerra. Cada un dels àngels té un pentinat, color i posa diferents, el que reforça simbòlicament la presència de la Santíssima Trinitat. Els tres àngels, vestits de colors diferents, en contrast amb la norma iconogràfica, no sostenen els vestits de Crist sinó que s'agafen la mà, en senyal de concòrdia: molts crítics hi veuen les celebracions tingudes en aquells anys a Florència per a la unificació de l'església occidental amb l'oriental. La Trinitat va ser un dels temes més discutits, i hi va tenir un paper distingit el camaldulès Ambrogio Traversi.
Aquest simbolisme sembla veure's reforçat per la presència, just a la dreta del neòfit o catecumen que serà batejat, d'uns dignataris vestits amb vestits romans d'Orient, que era la vestimenta que llavors s'assimilava als vestits de l'antiguitat. Un d'ells assenyala, amb la mà, a l'Esperit Sant descendint sobre Crist sota l'aspecte d'un colom que desplega les seves ales, podent ser una prefiguració de la creu.
Sota de Crist corren les aigües del riu Jordà. El riu traça una S invertida, motiu recurrent en les composicions de Piero Della Francesca (el tall a la roba de la Madonna del part) com els personatges sòlids, ben assentats sobre els seus peus.
En la composició es troba una destacable al·lusió a la perspectiva, fonamental en l'obra de Piero, ja que les mateixes figures conformen l'espai on s'assenten.
És una pintura a l'aire lliure que realitza la unió de dos elements: el paisatge i els personatges. La composició es basa en un quadrat i un cercle, representant el quadrat la terra i el cercle el cel. El centre del semicercle superior està ocupat pel colom (símbol de l'Esperit Sant), la petxina sostinguda per Baptista i la figura de Crist.
Les figures estan sàviament interpretades, obtenint un marcat accent volumètric gràcies a l'ús de la llum i fent ressaltar l'aspecte escultòric i anatòmic dels personatges.
S'observa un acurat detallisme que pot apreciar-se en la meticulosa atenció que l'artista presta a detalls secundaris com les fulles dels arbres i el reflex de les muntanyes en l'aigua, fruit de l'observació de la naturalesa. Aquest paisatge ric i diferenciat és inusual a la pintura florentina de l'època.
La llum zenital anul·la les ombres, donant homogeneïtat a tota la composició. Les tonalitats no són gaire vives, en banyar les figures amb aquesta llum blanca i uniformement distribuïda. 	
Hi ha un paral·lelisme entre diferents parts del quadre. Així, el colom de l'Esperit Sant és similar als núvols del fons; Jesús s'assembla al tronc blanc de l'arbre que hi ha al seu costat, i els arbres es van enfosquint a mesura que s'allunyen de Crist; el motiu de la línia corba es presenta en les esses del riu Jordà i en la postura del jove que serà batejat que està a la dreta. Finalment, per testimoniar la síntesi geomètrica que tant estimava Piero Della Francesca, Joan Baptista forma amb el braç dret i amb la cama esquerra dos angles de la mateixa amplitud.